# Berthold von Moosburg (Dominikaner)

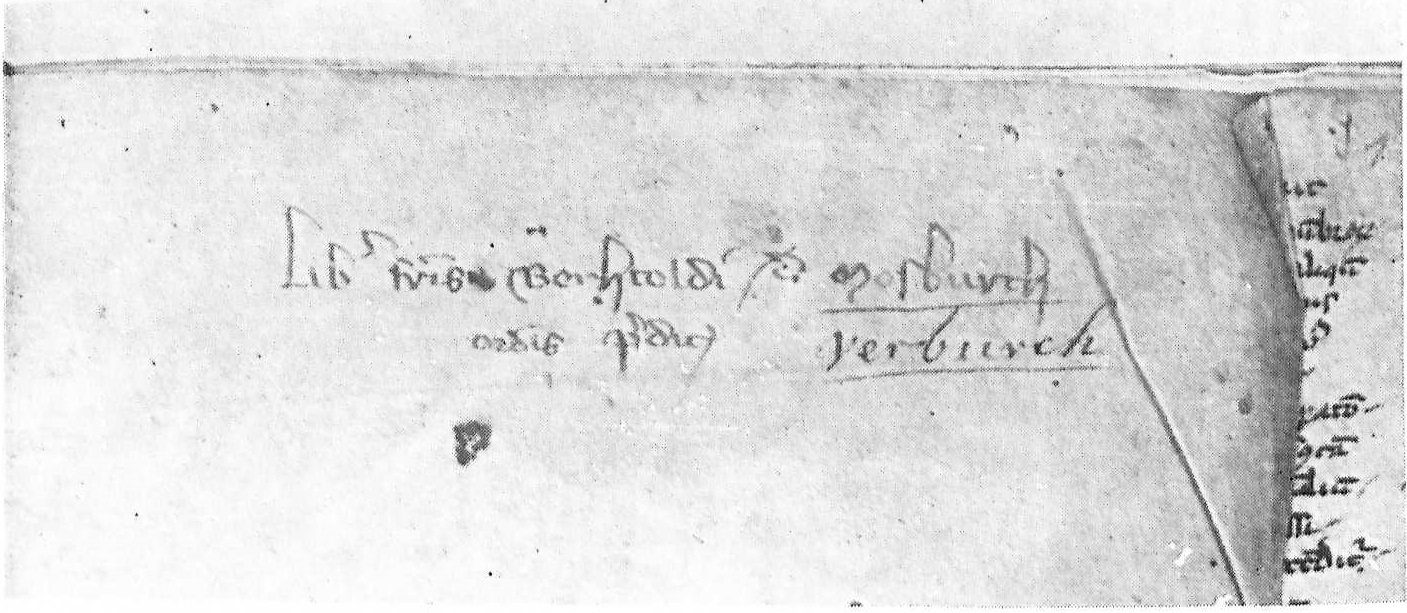
Eigenhändiger Besitzvermerk Bertholds im Autograph der Schrift De animalibus Alberts des Großen, Köln, Historisches Archiv der Stadt, W 258a, fol. (I)r

Berthold von Moosburg († nach 20. April 1361) war ein neuplatonisch ausgerichteter Philosoph der Scholastik. Er gehörte dem Orden der Dominikaner an. 

## Leben
Berthold stammte wohl aus Moosburg an der Isar. Der Zeitpunkt seines Eintritts in den Dominikanerorden ist unbekannt. Bezeugt ist er erstmals um das Jahr 1318 als Aristoteles-Kommentator. 1327 war er als Lektor (Lesemeister) des Regensburger Dominikanerklosters tätig, von 1335 bis 1343 war er Lesemeister im Kölner Kloster seines Ordens. Als die Dominikaner 1346 aus Köln vertrieben wurden, musste er die Stadt verlassen; er hielt sich dann einige Zeit in Nürnberg auf, ab 1353 war er wieder in Köln.

## Werk

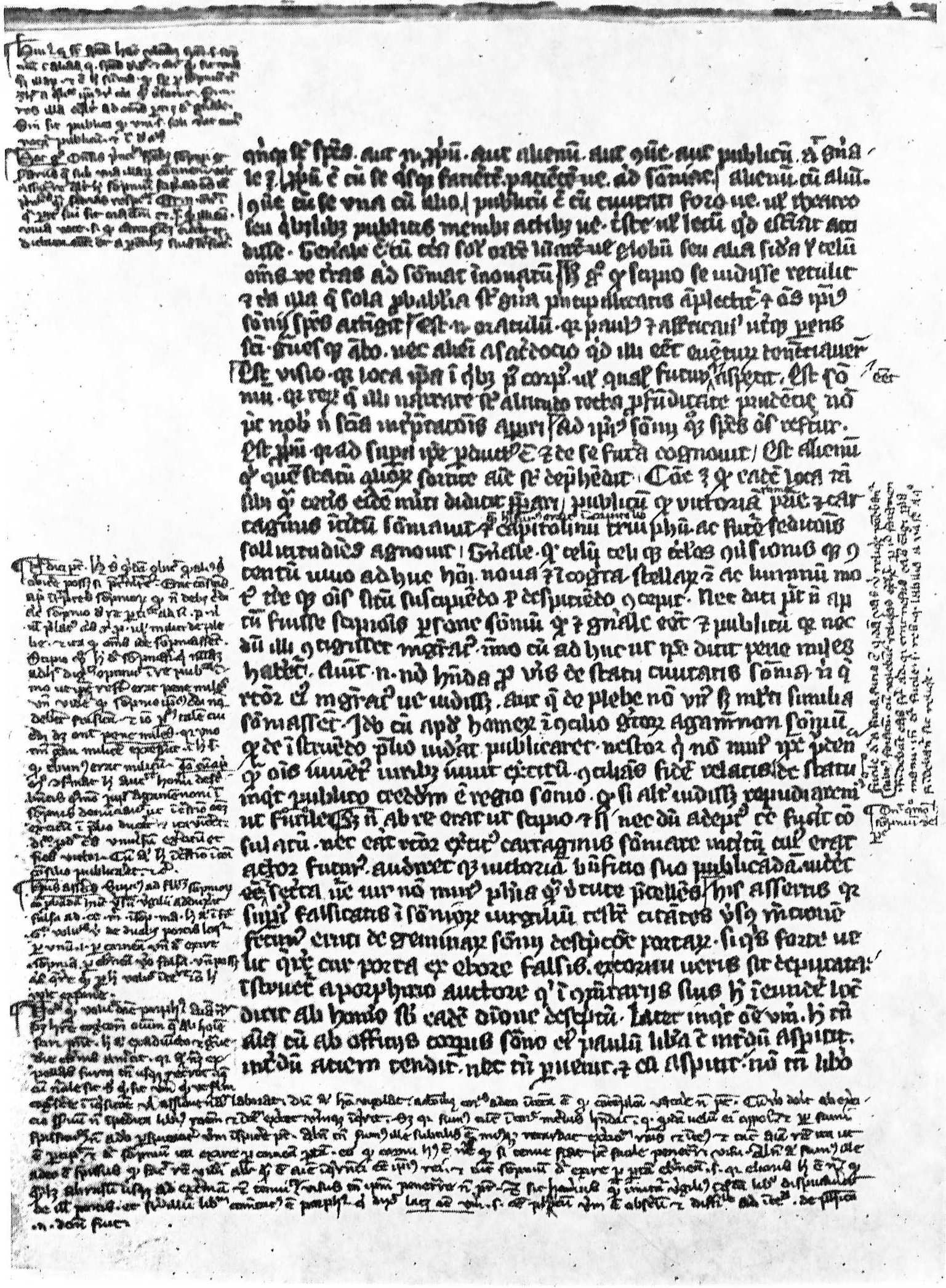
Eine Seite einer Handschrift des Kommentars des Macrobius zu Ciceros Somnium Scipionis mit eigenhändigen Marginalglossen Bertholds, Basel, Öffentliche Bibliothek der Universität, F IV 31, fol. 5v

Bekannt ist Berthold vor allem durch seine Expositio super elementationem theologicam Procli, die als einziges seiner Werke erhalten ist. Dabei handelt es sich um einen ausführlichen Kommentar zur Stoicheíōsis theologikḗ ("Grundlagen der Theologie", lateinisch Elementatio theologica) des spätantiken neuplatonischen Philosophen Proklos. Das Werk des Proklos war im Abendland bekannt geworden, nachdem Wilhelm von Moerbeke es 1268 aus dem Griechischen ins Lateinische übersetzt hatte.  
Ein Kommentar Bertholds zu den Meteorologica des Aristoteles ist nicht erhalten.

## Lehre
Bei seiner Proklos-Kommentierung ist Berthold stark von den neuplatonisch geprägten Auffassungen des spätantiken Theologen Pseudo-Dionysius Areopagita beeinflusst. Weitere Autoritäten, auf deren Schriften er sich stützt, sind die Dominikaner Albertus Magnus, Ulrich von Straßburg und Dietrich von Freiberg. Sein Interesse an Proklos bezieht sich in erster Linie auf die Einheitsmetaphysik des antiken Neuplatonikers, die er für seine christliche Thematik, die Einigung der Seele mit Gott, verwertet. Das Verhältnis zwischen Gott – dem Einen des antiken Neuplatonismus – und den Substanzen der Welt betrachtet er als analog dem Verhältnis zwischen Substanz und Akzidens. 
Berthold vertritt in Anknüpfung an Boethius die Überzeugung, dass der Mensch, der einen stufenweisen Aufstieg zu Gott vollzieht, dadurch selbst eine göttliche Qualität erlangt; er "wird Gott", und "jeder Selige ist Gott". In scharfem Gegensatz zur Auffassung des Thomas von Aquin schreibt er Geschöpfen Eigenschaften zu, die für Thomas zu den Privilegien Gottes gehören. So hält er es für möglich, dass ein Geschöpf, das seinem göttlichen Ursprung sehr nahe ist, reiner Akt ist, obwohl es vom Schöpfer verschieden ist. Aus seiner Sicht kann das Mannigfaltige nur durch seine Teilhabe am Einen existieren und nur insofern, als es am Einen teilhat, Gegenstand des Wissens sein. Dem Wissen – nicht nur über Gott, sondern auch über die Welt – weist Berthold eine überragende Bedeutung zu; er meint, der Mensch sei nicht nur dazu geschaffen, die Erkenntnis Gottes zu erlangen, sondern auch die Ordnung der sichtbaren Welt, die durch Teilhabe am Göttlichen selbst göttlich sei, zu erforschen.

## Rezeption
Da sich im Dominikanerorden im Lauf des 14. Jahrhunderts der aristotelisch orientierte Thomismus durchsetzte, erzielte Bertholds neuplatonische Philosophie keine starke Nachwirkung. Es sind nur zwei Handschriften von Bertholds Proklos-Kommentar erhalten, die beide aus dem 15. Jahrhundert stammen. Nikolaus von Kues schätzte den Proklos-Kommentar.

## Ausgaben
- Berthold von Moosburg: Expositio super Elementationem theologicam Procli (= Corpus philosophorum Teutonicorum medii aevi Bd. 6). Meiner, Hamburg 1984–2011
  - Bd. 6/1: Prologus. Propositiones 1–13, hrsg. von Maria Rita Pagnoni-Sturlese, Loris Sturlese, 1984, ISBN 3-7873-0599-8
  - Bd. 6/2: Propositiones 14–34, hrsg. von Loris Sturlese u. a., 1986, ISBN 3-7873-0673-0
  - Bd. 6/3: Propositiones 35–65, hrsg. von Antonella Sannino, 2001, ISBN 3-7873-1560-8
  - Bd. 6/4: Propositiones 66–107, hrsg. von Irene Zavattero, 2003, ISBN 3-7873-1655-8
  - Bd. 6/5: Propositiones 108–135, hrsg. von Fiorella Retucci, 2011, ISBN 978-3-7873-1754-7
  - Bd. 6/6: Propositiones 136–159, hrsg. von Fiorella Retucci, 2007, ISBN 978-3-7873-1755-4
  - Bd. 6/7: Propositiones 160–183, hrsg. von Udo Reinhold Jeck, Isabel Johanna Tautz, 2003, ISBN 3-7873-1661-2
- Loris Sturlese, Eugenio Massa (Hrsg.): Bertoldo di Moosburg: Expositio super Elementationem theologicam Procli, 184–211. De animabus (= Temi e Testi, Bd. 18). Edizioni di storia e letteratura, Rom 1974